# Nieuwediep
Nieuwediep (53° 03′ N, 6° 52′ L) é uma cidade dos Países Baixos, na província de Drente. Nieuwediep pertence ao município de Aa en Hunze, e está situada a 20 km, a leste de Assen.
A área de Nieuwediep, que também inclui as partes periféricas da cidade, bem como a zona rural circundante, tem uma população estimada em 250 habitantes.